# 240年代
| 千纪： | 1千纪                                                                                  |
| 世纪： | 2世纪 \| 3世纪 \| 4世纪                                                                |
| 年代： | 210年代 \| 220年代 \| 230年代 \| 240年代 \| 250年代 \| 260年代 \| 270年代              |
| 年份： | 240年 \| 241年 \| 242年 \| 243年 \| 244年 \| 245年 \| 246年 \| 247年 \| 248年 \| 249年 |

## 大事记
- 240年：羅馬帝國前线多处受到威胁。 阿非利加省起义并在日耳曼尼亚西北部扎营，以法蘭克人的名义突袭莱茵河前线。

## 出生
- 约245年，戴克里先，羅馬皇帝。

## 死亡
- 244年：戈爾迪安三世，罗马皇帝。
- 249年：阿拉伯人菲利普，罗马皇帝。
- 249年：菲利普二世，罗马皇帝。